# Backhoppning vid olympiska vinterspelen 1972
Backhoppning vid olympiska vinterspelen 1972 i Sapporo, Japan.

## Medaljörer
| Gren                     | Guld                     | Silver                   | Brons                        |
| Normalbacken Detaljer... | Japan · Yukio Kasaya     | Japan · Akitsugu Konno   | Japan · Seiji Aochi          |
| Stora backen Detaljer... | Polen · Wojciech Fortuna | Schweiz · Walter Steiner | Östtyskland · Rainer Schmidt |

## Medaljtabell
| Pl. | Nation      | Guld | Silver | Brons | Totalt |
| --- | ----------- | ---- | ------ | ----- | ------ |
| 1   | Japan       | 1    | 1      | 1     | 3      |
| 2   | Polen       | 1    | 0      | 0     | 1      |
| 3   | Schweiz     | 0    | 1      | 0     | 1      |
| 4   | Östtyskland | 0    | 0      | 1     | 1      |

## Herrar

### Normalbacke
Tävlingen hölls vid "Miyanomori-backen" med en K-punkt på 86 meter.
- 6 februari 1972

| Medalj | Deltagare              | Poäng |
| ------ | ---------------------- | ----- |
| Guld   | Yukio Kasaya (JPN)     | 244,2 |
| Silver | Akitsugu Konno (JPN)   | 234,8 |
| Brons  | Seiji Aochi (JPN)      | 229,5 |
| 4      | Ingolf Mork (NOR)      | 225,5 |
| 5      | Jiří Raška (TCH)       | 224,8 |
| 6      | Wojciech Fortuna (POL) | 222,0 |
| 7      | Karel Kodejška (TCH)   | 220,2 |
| 7      | Garij Napalkov (URS)   | 220,2 |
| 9      | Koba Zakadse (URS)     | 219,9 |
| 10     | Peter Štefančič (YUG)  | 218,1 |

### Stor backe
Tävlingen hölls vid "Ōkurayama-backen" med en K-punkt på 110 meter.
- 11 februari 1972

| Medalj | Deltagare              | Poäng |
| ------ | ---------------------- | ----- |
| Guld   | Wojciech Fortuna (POL) | 219,9 |
| Silver | Walter Steiner (SUI)   | 219,8 |
| Brons  | Rainer Schmidt (GDR)   | 219,3 |
| 4      | Tauno Käyhkö (FIN)     | 219,2 |
| 5      | Manfred Wolf (GDR)     | 215,1 |
| 6      | Garij Napalkov (URS)   | 210,1 |
| 7      | Yukio Kasaya (JPN)     | 209,4 |
| 8      | Danilo Pudgar (YUG)    | 206,0 |
| 9      | Esko Rautionaho (FIN)  | 205,8 |
| 10     | Jiří Raška (TCH)       | 204,7 |